# 前島アートセンター
前島アートセンター（まえじまアートセンター）とは、沖縄における現代アートに関わる活動を実施している団体である。那覇市栄町市場にてアートスペース「おきなわ時間美術館」を運営している。

## 沿革
- 2001年 - 那覇市前島3丁目の旧高砂殿ビルにて活動開始。
- 2002年3月 - NPO法人となる。
- 2007年 - 旧高砂殿ビル取り壊しに伴い、活動拠点を那覇市安里の栄町市場に移す。
- 2008年 - 第31回琉球新報活動賞(文化・芸術部門)を受賞。

## wanakio
- 国内外のアーティストを招き、企画展示「まちの中のアート展」および教育プログラム「トランス・アカデミー」を2002年、2003年、2005年、2008年に実施している。

## 所在地
- 〒902-0067 沖縄県那覇市安里385番地 栄町市場内